# Osiedle Moniuszki (Żary)
Osiedle Muzyków – największe terytorialnie i najludniejsze żarskie osiedle mieszkaniowe liczące około 9000 mieszkańców, zlokalizowane w zachodniej części Śródmieścia. 
Osiedle budowane od drugiej połowy lat 60. aż do lat 80. XX wieku w systemie wielkiej płyty przy ulicy Stanisława Moniuszki, jednej z głównych arterii komunikacyjnych miasta. Administratorem około 60% obszaru osiedla jest żarska Spółdzielnia Mieszkaniowa przy ul. Wieniawskiego 1, natomiast pozostałe tereny są administrowane przez wspólnoty mieszkaniowe. Osiedle to graniczy z niewielkim Osiedlem Odbudowanym.

## Nazwa osiedla
Nazwa osiedla pochodzi od nazw ulic znajdujących się na osiedlu. Ulice osiedla zostały nazwane nazwiskami polskich kompozytorów, pianistów, muzyków, skrzypków, elity muzyki poważnej. Pierwsze budynki nowo budowanego osiedla powstawały przy ulicy Stanisława Moniuszki, stąd początkowo osiedle to określane było mianem Osiedle Moniuszki, gdyż nazwa taka początkowo została nadana do celów projektowych i planistycznych jeszcze przed podjęciem uchwał w sprawie nadania nazw poszczególnym ulicom tego osiedla. Jednak wśród mieszkańców upowszechniło się określenie Osiedle Muzyków, ze względu właśnie na nazwy ulic osiedla. Obecnie bardziej upowszechniła się nazwa Osiedle Muzyków i większość mieszkańców Żar używa właśnie tej nazwy. Rzadko stosuje się nazwę pierwotną na określenie tego osiedla. 

## Obszar osiedla

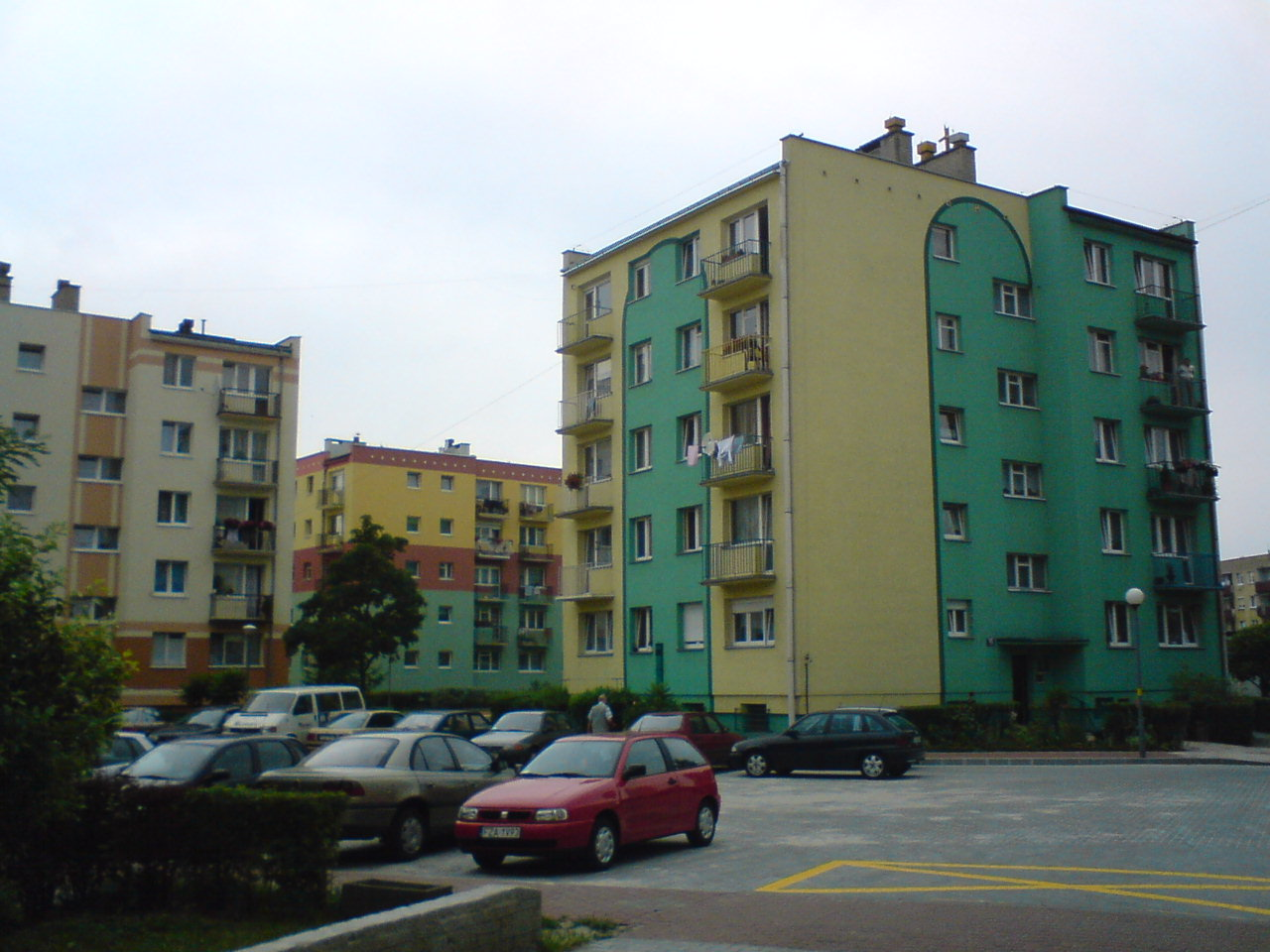
Osiedle Moniuszki I. Punktowce przy ul. Wieniawskiego

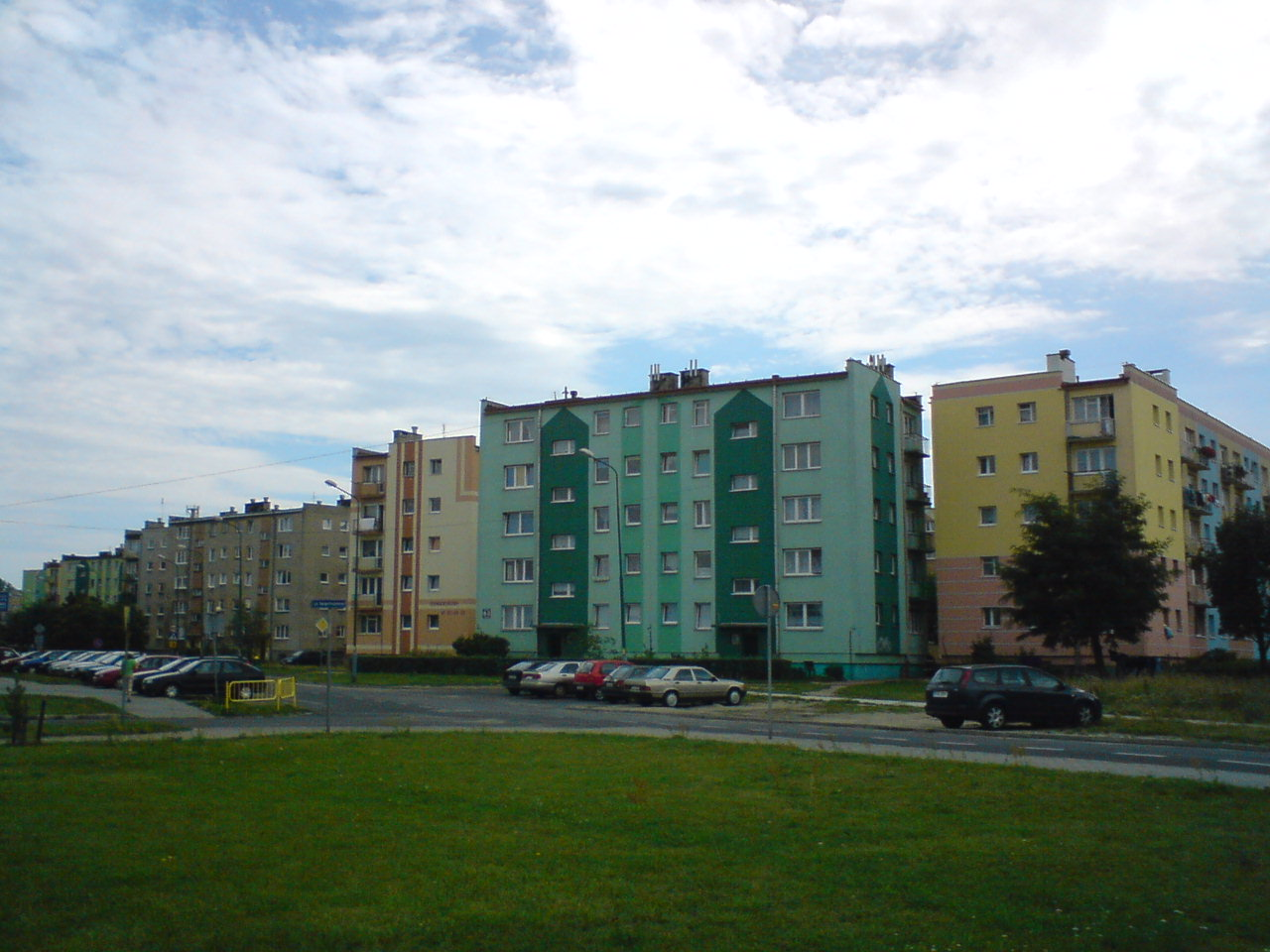
Osiedle Moniuszki I. Bloki przy ul. Wieniawskiego

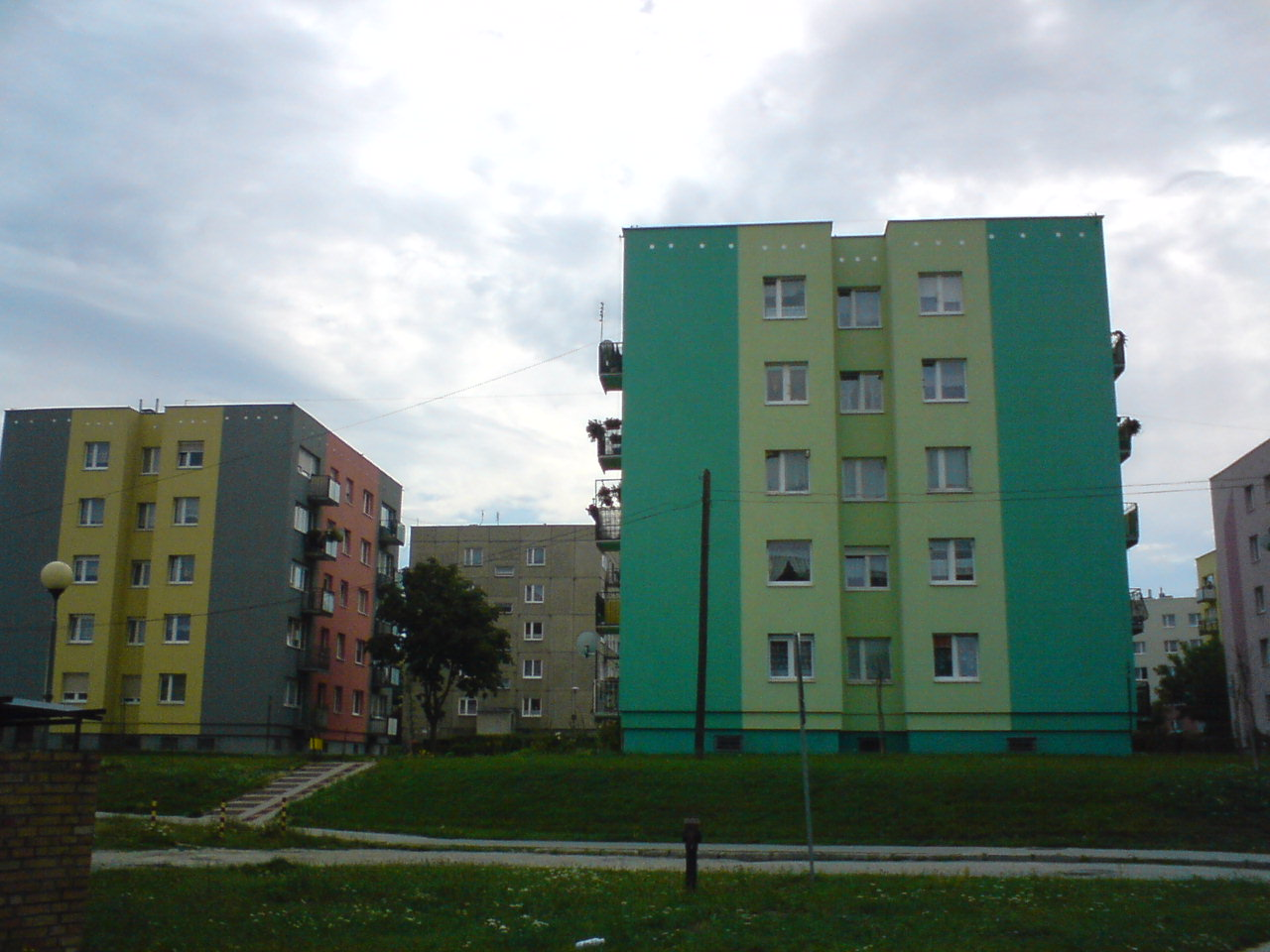
Osiedle Moniuszki II. Punktowce przy ul. Szymanowskiego

Osiedle Muzyków położone jest na około 40 ha, na których znajduje się około 60 bloków mieszkalnych. W początkowej fazie projektowania obszar osiedla został podzielony na 5 etapów budowy:
- Osiedle Muzyków I – pierwszy etap, druga połowa lat 60.; jest to teren w obrębie ulic: Moniuszki, Wieniawskiego i Kurpińskiego. Budulcem do budowy tego etapu był pustak. Natomiast pozostałe etapy budowane już były w systemie wielkiej płyty. Teren ten ogranicza się do następujących budynków:

> Moniuszki 36-38, 42, 50-50d, 54,
> Kurpińskiego 1, 2, 3, 4, 6, 8-20, 22, 24, 40, 42, 44-56,
> Wieniawskiego 13, 15, 17-23, 25-27, 29-35, 37-39, 41-47, 49-51,
- Osiedle Muzyków II – drugi etap budowy, początek lat 70.; teren w obrębie ulic: Wieniawskiego, Paderewskiego (do wewnętrznej drogi osiedlowej – dojazd do marketu Biedronka), i Szymanowskiego; ogranicza się do następujących budynków:

> Wieniawskiego 2-10,
> Paderewskiego 2-18, 20-30, 32-42, 44-54,
> Szymanowskiego 1-7, 9-15, 17, 19, 21, 23, 25, 27,
- Osiedle Muzyków II A (dogęszczenie), budynek Paderewskiego 7-17
- Osiedle Muzyków II B – kolejny etap, połowa lat 70.; teren w obrębie ulic: od drogi osiedlowej (dojazd do Biedronki), Paderewskiego, Krótka, Szymanowskiego (do Biedronki); ogranicza się do następujących budynków:

> Paderewskiego 56-64, 66, 68, 70, 72, 74, 76, 78-84,
> Szymanowskiego 29-37, 39-45, 47-55, 57-65,
> Krótka 1-15, 17-27, 29-35,
- Osiedle Muzyków II C – piąty i ostatni etap budowy osiedla, lata 1989–1992. Jest to teren pomiędzy ulicami Chopina i Strzelców w obrębie którego znajdują się budynki Chopina 3-15, 23-29.

Szczegółowe plany urbanistyczne Osiedla Muzyków znajdują się w siedzibie Spółdzielni Mieszkaniowej przy ul. Wieniawskiego 1.
Po zmianie ustroju w Polsce i wprowadzeniu gospodarki rynkowej, kolejne etapy budowy osiedla w obrębie ulicy Strzelców zostały wstrzymane, a niezagospodarowane tereny dopiero w 2006 zostały sprzedane pod budowę kolejnego supermarketu w mieście. Obecnie budownictwo mieszkaniowe na Osiedlu Muzyków skupia się w różnych jego częściach (ul. Wieniawskiego, ul. Strzelców, ul. Nowowiejskiego), gdzie nowe bloki oraz domy buduje jeden z żarskich deweloperów. Obok pływalni Wodnik, znajduje się hala widowiskowo-sportowa wraz z restauracją Amber.
Pomiędzy ulicami Szymanowskiego i Chopina, znajduje się park rekreacji i wypoczynku z wyodrębnionym placem zabaw dla dzieci, skateparkiem, mini miasteczkiem ruchu drogowego, minisiłownią oraz stołami do gry w szachy i tenisa stołowego.
Przy ul. Wieniawskiego znajduje się osobowy przystanek kolejowy Żary Muzyków nazwany zgodnie z nazwą osiedla.

## Ulice osiedla

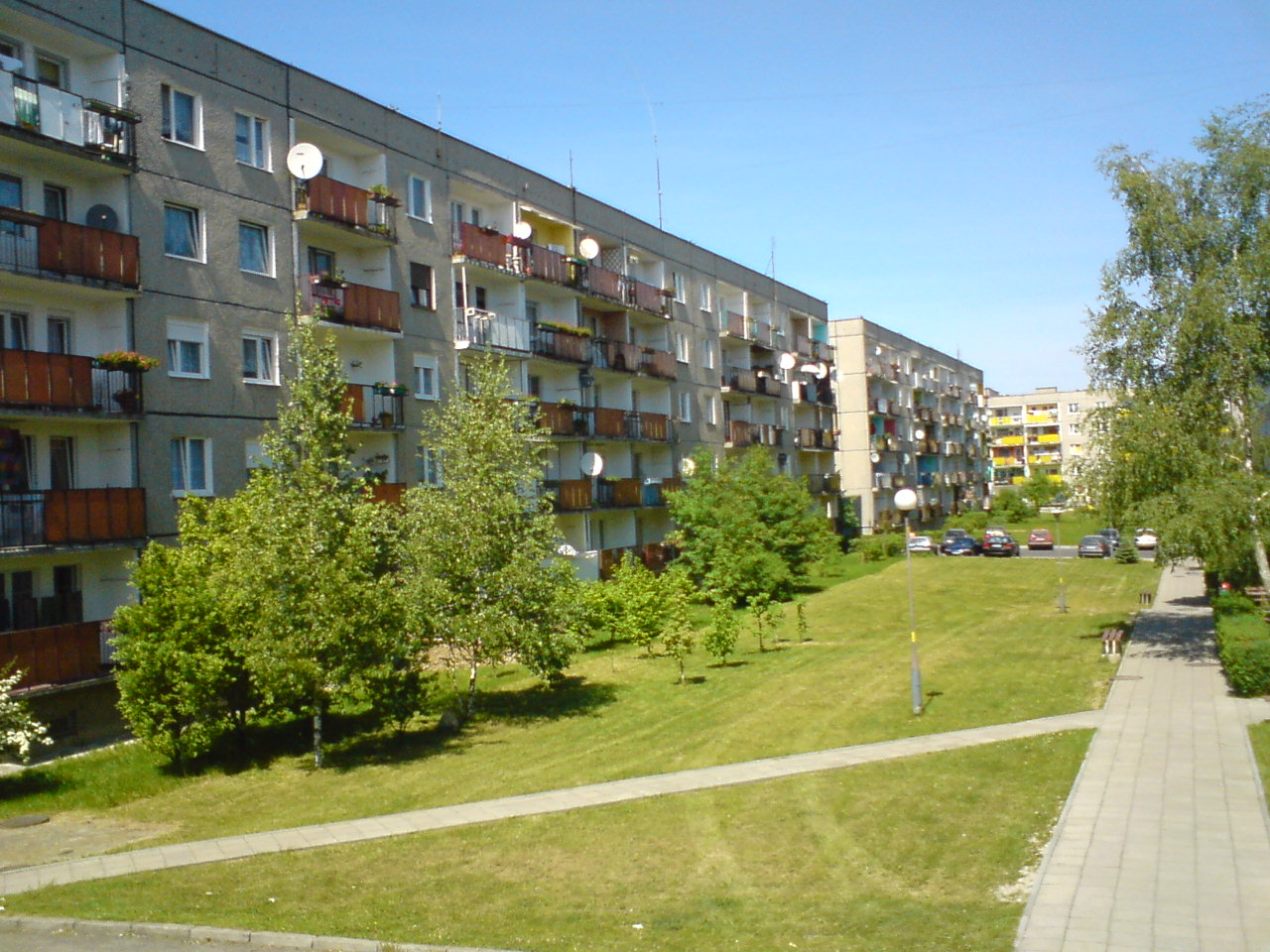
Osiedle Moniuszki II B. Bloki przy ul. Szymanowskiego

- Stanisława Moniuszki,
- Henryka Wieniawskiego,
- Ignacego Paderewskiego
- Karola Szymanowskiego,
- Karola Kurpińskiego,
- Fryderyka Chopina,
- Witolda Lutosławskiego,
- Georga Philipa Telemanna,
- Feliksa Nowowiejskiego,
- Krótka.